# 353e division d'infanterie
La  353e division d'infanterie (en allemand : 353. Infanterie-Division ou 353. ID) est une des divisions d'infanterie de l'armée allemande (Wehrmacht) durant la Seconde Guerre mondiale.

Autre version de l'insigne de la division

## Historique
La 353e division d'infanterie est formée le 5 novembre 1943 en France en Bretagne à partir de personnel de la 328. Infanterie-Division en tant qu'élément de la 21. Welle (21e vague de mobilisation)..
Après sa formation, elle sert comme unité d'occupation, de sécurité et défenses des zones côtières toujours en Bretagne au sein de la 7. Armee dans l'Heeresgruppe D.
En juin 1944, elle est transférée sur le front de Normandie et se positionne dans le Cotentin, constituant une ligne de défense face aux troupes américaines.
Elle combattra durant la bataille des haies en juin et juillet 1944 avant de céder sous le tapis de bombe de l'opération Cobra. Elle combattra encore dans la poche de Falaise dont le général Malhman parviendra à extirper quelques milliers de ses hommes.
La division capitule dans la poche de la Ruhr face aux forces américaines début avril 1945, quelques semaines avant la fin de la guerre.

## Organisation

### Commandants
| Date                              | Grade           | Commandant    |
| --------------------------------- | --------------- | ------------- |
| 20 novembre 1943 - ? juillet 1944 | Generalleutnant | Paul Mahlmann |
| ? juillet 1944 - ? août 1944      | Generalleutnant | Erich Müller  |
| ? août 1944 - ? août 1944         | Oberst          | Thieme        |
| ? août 1944 - 15 février 1945     | Generalleutnant | Paul Mahlmann |
| 15 février 1945 - 8 mai 1945      | Oberst          | Kurt Hummel   |

## Théâtres d'opérations
- France : Novembre 1943 - Octobre 1944
- Luxembourg et Ouest de l'Allemagne : Octobre 1944 - Mai 1945

## Ordre de bataille
- Grenadier-Regiment 941
- Grenadier-Regiment 942
- Grenadier-Regiment 943
- Divisions-Füsilier-Bataillon 353
- Artillerie-Regiment 353
  - I. Abteilung
  - II. Abteilung
  - III. Abteilung
  - IV. Abteilung
- Pionier-Bataillon 353
- Feldersatz-Bataillon 353
- Panzerjäger-Abteilung 353
- Divisions-Nachrichten-Abteilung 353
- Divisions-Nachschubführer 353